# Famille Da Ponte
 (juillet 2024).
La famille da Ponte est une famille patricienne de Venise.

## Historique
Ses origines font débat. Selon les sources, elle serait originaire soit de Ferrare ou de Negroponte, soit de Corfou ou d'Allemagne. 
Il en va de même de son agrégation à la noblesse : certains la situent lors de la clôture du Maggior Consiglio en 1297, d'autres en 1473, voire 1493.
Après la chute de Negroponte en 1470, la famille se trouva en grandes difficultés.

## Armes

armes des da Ponte

Les armes des da Ponte se blasonnent ainsi d'un pont maçonné et balustré d'or en champ d'azur.

## Personnalités
- Nicolò da Ponte, ambassadeur au concile de Trente et auprès de Pie V, ensuite procurateur de Saint-Marc, élu 87e doge en 1578;
- Nicolò, son petit-fils, procurateur de Saint-Marc en 1580.
- Lorenzo (1695 - 1768), évêque de Ceneda de 1739 à 1768.
La famille d'un des principaux librettistes de Wolfgang Amadeus Mozart lui rendit un hommage en adoptant son nom de famille et donna son prénom au futur poète (Lorenzo da Ponte).
- Paolo (it) (1709 - 1791), évêque de Torcello de 1773 à 1791;
- Bonifacio (it) (1726 - 1810), évêque de Capodistria de 1776 à 1810.

Après la chute de la Sérénissime, le gouvernement impérial autrichien reconnut la noblesse des da Ponte par Résolution Souveraine du 30 novembre 1817; ils furent élevés à la dignité de comtes de l'empire autrichien par R.S. du 3 février 1820.

## Demeures
- Palais Da Ponte